# Richtlinie 2008/48/EG über Verbraucherkreditverträge
Die Verbraucherkreditrichtlinie gilt für Kreditgeber und Kreditnehmer. Betroffen sind fast alle Arten von Verbraucherkrediten zwischen 200 und 75.000 Euro, also die klassischen Ratenkredite (Konsumentenkredite), aber auch Dispositionskredite. Voraussetzung ist, dass die Kredite befristet sind, also eine vertraglich vereinbarte Laufzeit haben.
Ausdrücklich nicht von den Regelungen betroffen sind Baufinanzierungen (Darlehen, die durch ein Grundpfandrecht wie Grundschuld oder Hypothek abgedeckt sind). Für diese gelten zwar die Vorschriften für die Zinsnennung, nicht aber für die neuen Kündigungsfristen. Zinsfreie Darlehen und Förderkredite sind ganz ausgenommen.
Die Regelungen gelten für alle betroffenen Neuverträge ab 11. Juni 2010. Bestehende Verträge sind davon nicht betroffen.

## Mehr Information, konkretere Zinsnennung bei Konsumentenkrediten
- In der Werbung darf nur noch mit einem Zins geworben werden, dem mindestens zwei Drittel der aufgrund der Werbung zustande gekommenen Geschäfte entsprechen. Diese 2/3 Regel ist in § 6a Abs. 3 Preisangabenverordnung (PAngV)geregelt. Die Anbieter dürfen somit nicht mehr mit einem Lockzinssatz werben, den nur wenige Kunden erhalten würden.
- Genannt werden muss der
  - Sollzinssatz
  - der Nettodarlehensbetrag
  - der effektive Jahreszins
- Künftig ist beim Sollzinssatz anzugeben, ob dieser gebunden, veränderlich oder kombiniert ist und welche sonstigen Kosten der Kunde im Fall eines Vertragsabschlusses zu entrichten hätte.
- Vor Vertragsabschluss muss dem Kreditinteressenten ein standardisiertes Formblatt mit allen relevanten Informationen zum Kreditangebot übergeben werden. Ziel ist, dass der Interessent alle Angebote leichter vergleichen kann, wenn die Infos alle genannt sind und bei allen Angeboten immer an der gleichen Stelle mit gleichen Bezugsgrößen stehen.
- Der Verbraucher kann vor Vertragsabschluss einen Tilgungsplan fordern
- Es muss deutlich gemacht werden, ob es sich beim Anbieter um einen Vermittler oder einen Produktgeber handelt. Banken sind nicht immer Produktgeber. Volks- und Raiffeisenbanken vermitteln beispielsweise nur den Ratenkredit easycredit der Teambank. Letztere ist somit Produktgeber.
- Die Provision, die ein Vermittler für die Darlehensvermittlung erhält, muss ausgewiesen werden.

## Kündigungsrecht und Vorfälligkeitsentschädigung
Vor Inkrafttreten der Richtlinie konnten Kunden ihre befristeten Ratenkreditverträge erstmals nach 6 Monaten, mit einer Kündigungsfrist von 3 Monaten, kündigen. Teilrückzahlungen waren, wenn vertraglich vereinbart, danach ebenfalls möglich, häufig gegen Gebühr.
Nun darf jeder Kreditnehmer jederzeit die vollständige oder teilweise Rückzahlung des Darlehens verlangen. Hierfür darf der Darlehensgeber eine Vorfälligkeitsentschädigung von bis zu 1 % des vorzeitig zurückgezahlten Betrages verlangen. Bei Laufzeiten bis zu 12 Monaten darf die Vorfälligkeitsentschädigung maximal 0,5 % betragen.

## Widerrufsfrist und Onlineabschluss
Wenn der Kreditanbieter die gesetzlich vorgeschriebenen Pflichtunterlagen nicht zum Vertragsabschluss aushändigt, sondern nachreicht, verlängert sich die Widerrufsfrist um diesen Zeitraum.
Verbraucherkredite können auch online abgeschlossen werden, wenn sie vom Kreditnehmer mittels einer qualifizierten elektronischen Signatur unterzeichnet werden.

## Umsetzung in nationales Recht
In Deutschland wurde die Richtlinie durch das Gesetz zur Umsetzung der Verbraucherkreditrichtlinie, des zivilrechtlichen Teils der Zahlungsdiensterichtlinie sowie zur Neuordnung der Vorschriften über das Widerrufs- und Rückgaberecht in nationales Recht umgesetzt.
Mit dem Gesetz werden die Richtlinie 2008/48/EG des Europäischen Parlaments und des Rates vom 23. April 2008 über Verbraucherkreditverträge und zur Aufhebung der Richtlinie 87/102/EWG des Rates (Verbraucherkreditrichtlinie) sowie der zivilrechtliche Teil der Richtlinie 2007/64/EG des Europäischen Parlaments und des Rates vom 13. November 2007 über Zahlungsdienste im Binnenmarkt zur Änderung der Richtlinie 97/7/EG, 2002/65/EG, 2005/60/EG und 2006/48/EG sowie zur Aufhebung der Richtlinie 97/5/EG (Überweisungsrichtlinie) in deutsches Recht umgesetzt.